# Douze Études op. 8
Les Douze Études opus 8 est un cycle d'études pour piano d'Alexandre Scriabine composé de 1894 à 1895.